# Banc de Vilanova
El Banc de Vilanova fou una entitat financera creada el 1881 a Vilanova i la Geltrú, al Garraf, i que estigué actiu fins a la seva dissolució el 1924.

## Història
El Banc de Vilanova es va fundar l'any 1881 per Francesc Gumà i Ferran i altres patricis vilanovins, en un període on tot un seguit de serveis públics iniciats pràcticament a l'hora (abastament d'aigües potables, Eixample Gumà, arribada del ferrocarril, Biblioteca Museu Víctor Balaguer, nou escorxador, jutjat, enllumenat públic per gas, ensenyament secundari…) configuren socialment la ciutat, li van donar identitat i un lloc propi dins una xarxa de ciutats secundàries de Catalunya que van contrapesar i complementar la capitalitat de Barcelona.
El Banc de Vilanova es va fundar com a instrument financer i administratiu per donar suport a la societat del ferrocarril, la línia Valls, Vilanova i Barcelona, promoguda per Francesc Gumà i Ferran i altres patricis vilanovins. El mateix Francesc Gumà va impulsar la creació del Banc, que alhora era la primera institució financera al servei de la localitat, del seu comerç i de la seva indústria per tal que estiguessin dotats d'instruments moderns per a les transaccions. Les aportacions econòmiques que formen el capital fundacional del Banc van procedir majoritàriament d'algunes de les famílies més adinerades de la localitat, i d'altres famílies, que sense residir-hi, n'eren originàries.
El febrer de 1901 va ser designat administrador del Banc de Vilanova Sebastià Gumà Surís, fill de Francesc Gumà i Ferran, fundador de l'entitat. En aquest mateix any, Sebastià Gumà, qui tenia el seu domicili familiar en un dels pisos de l'edifici del Banc de Vilanova, va impulsar la millora i modernització de l'oficina del Banc, sota la direcció de l'arquitecte Josep Font i Gumà. El Banc de Vilanova va intervenir amb poc èxit en algunes operacions financeres i, el desembre de 1924, va anunciar una suspensió de pagaments. El Banc de Vilanova, que havia participat en l'expansió de bancs locals catalans a la dècada de 1880, va participar també d'un final semblant, a la dècada de 1920, l'absorció. El Banc de Vilanova va ser absorbit pel Banco Urquijo Catalán, un banc en expansió, que es va fer càrrec de l'actiu i el passiu, mantenint la mateixa seu social. L'any 1944, el Banco Urquijo Catalán va ser absorbit pel Banco Hispano Americano, que traslladarà la seva sucursal a la plaça dels Cotxes.

## Edifici
El Banc tenia la seu central al carrer de Sant Antoni, 6-8, amb Carrer de la Lluna, 18-20 de Vilanova. Es tractava d'una finca construïda el 1845 amb una arquitectura pròpia del neoclassicisme romàntic, amb reformes posteriors. La seu era un edifici amb cornisa de planta baixa i tres pisos amb balcons amb barana de ferro forjat i finestra, el del primer pis, balconada. A la planta baixa tres portals d'entrada amb brancals de pedra i llinda plana., amb enreixat de ferro forjat. Façana amb quatre eixos amb un ritme de finestra i balconera. El 2015 la finca tenia l'ús d'edifici d'habitatges.